# Szegmensív

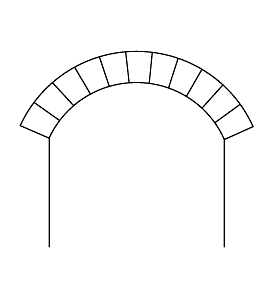
Szegmensív (nagyon) vázlatos rajza

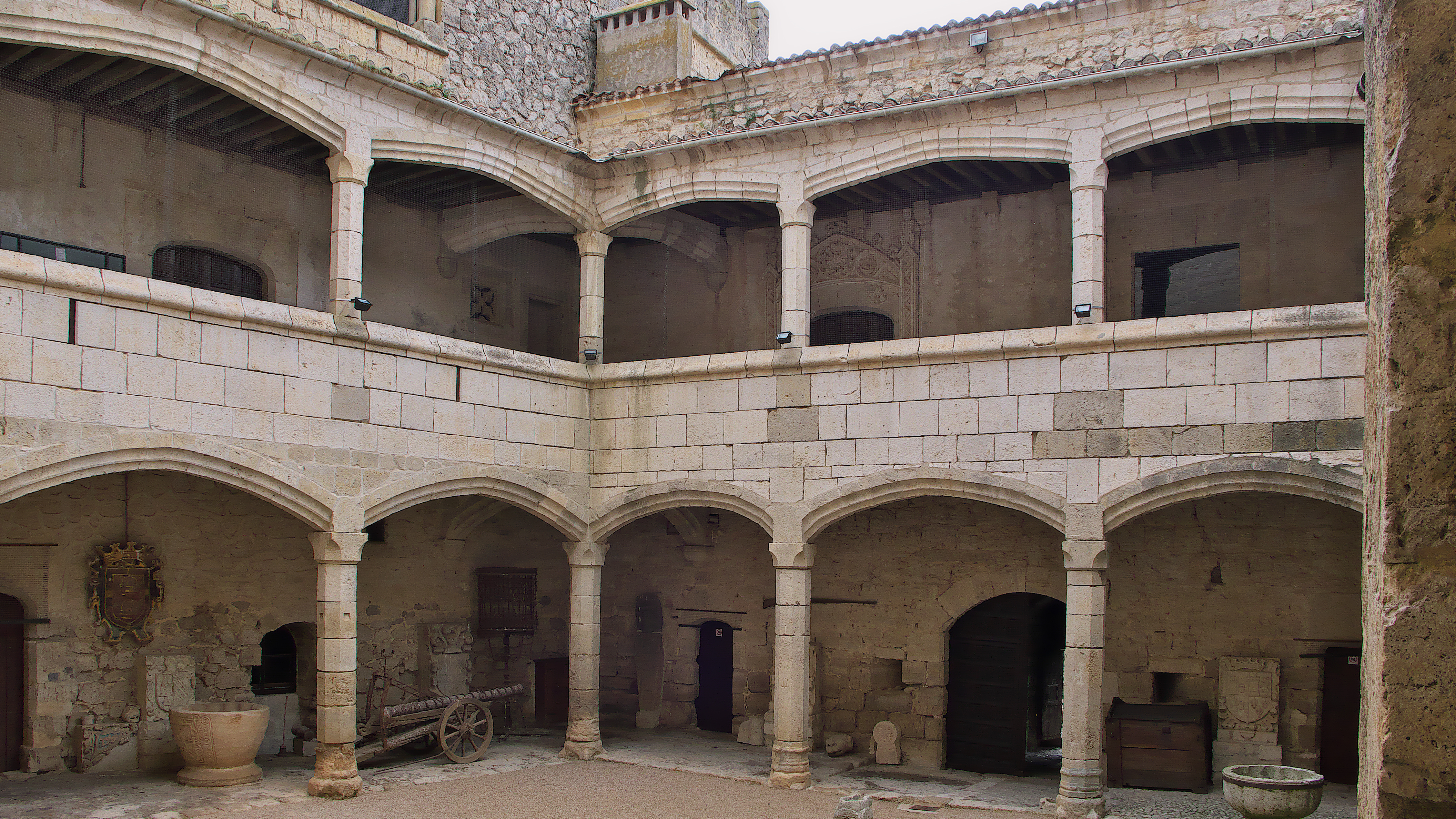
az ampudiai kastély patiójának szegmensívei

A szegmensív fő jelentése építészeti: a boltívek egyik alaptípusa, egy vállvonal alatti középpontból szerkesztett lapos ív, amelynek vezérgörbéje körszelet. Hasonló jelentéssel alkalmazzák gépek, összetett mechanikák nevezéktanában.>
A dongaboltozat egyik fajtája szegmensívű (emellett lehet félhenger vagy parabola metszetű is), és oldalain mindegyik esetben folyamatos alátámasztást igényel.
Mezopotámiában tűnt fel i.e. 2000 tájékán, majd előszeretettel alkalmazták a római építészetben és a kései gótikában is, de főként a 18–19. században.

## Tulajdonságai
Az ív lapultsága nem véletlenszerű, hanem a fesztávolságtól függ.
Felfekvési lapját nem a téglák előreugratásával, hanem a gyámfalban vagy pillérben kialakított fészekkel oldják meg. Ilyenkor a boltív intradosz éle a felfekvési lap legalsó téglasorának alsó éléhez annál 2–3 cm-rel magasabban csatlakozik.

## Csővezetékek nevezéktanában
A csővezetékeknél szegmensívnek a ferde szakaszokból hegesztett ívet nevezik.